# Debugant et ses évolutions
Debugant et ses évolutions, Kicklee, Tygnon et Kapoera, sont quatre espèces de Pokémon.

## Création

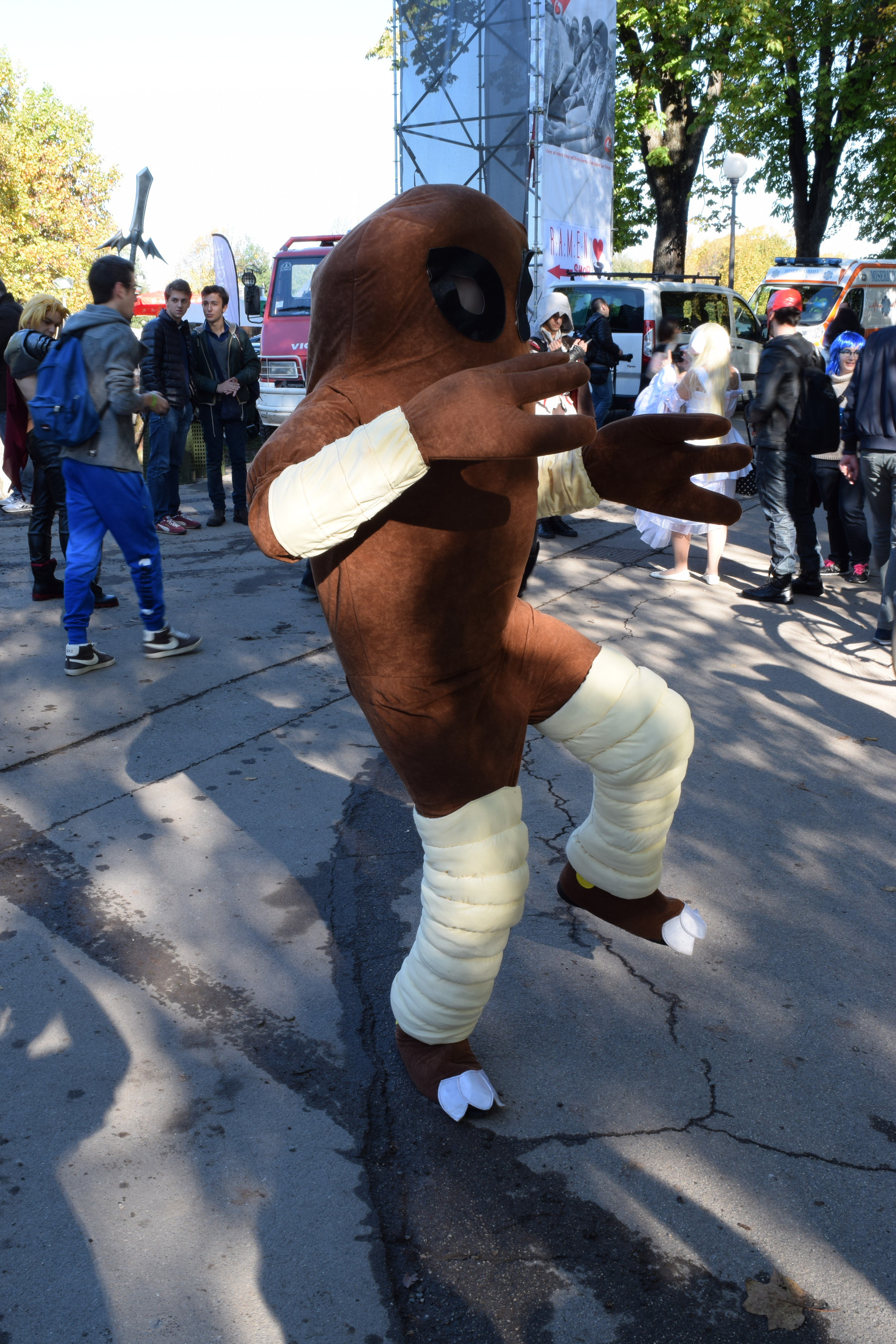
Cosplay de Kicklee à la Lucca Comics and Games 2015, en Italie.

### Étymologie
Le nom de Kicklee est un mot-valise entre « kick », signifiant « coup de pied » en anglais, et « Lee », en référence à Bruce Lee, considéré comme l'un des plus grands acteurs d'arts martiaux. Le nom de Tygnon est un mot-valise entre « Tyson », en référence au boxeur Mike Tyson, et « gnon », signifiant « coup de poing » en argot. Le nom Kapoera trouve son origine dans la capoeira, art martial mêlé à une apparence dansante.

## Description
Cette famille d'évolutions présente une triple originalité. D'abord, sa création a posteriori : lorsque Kicklee et Tygnon apparaissent avec la première génération de jeux vidéo Pokémon, il n'y a aucun rapport entre eux ; c'est la seconde génération qui les rassemblera dans une même famille en les dotant d'une pré-évolution commune, Debugant. Ensuite, son schéma d'évolution : alors que l'évolution des Pokémon suit une logique linéaire, Debugant peut évoluer en trois Pokémon différents : Kicklee, Tygnon et Kapoera, ce dernier étant apparu avec Debugant dans la seconde génération de jeux vidéo ; seul Évoli surpasse ce record, avec huit évolutions différentes. Enfin, le critère d'évolution : l'espèce en laquelle évoluera Debugant est déterminée par ses statistiques d'attaque et de défense : si son attaque est supérieure à sa défense, il évoluera en Kicklee, si elle inférieure, en Tygnon, si elles sont égales, en Kapoera.

### Debugant
Debugant est un Pokémon de type combat de la seconde génération. Il occupe le numéro 236 du Pokédex. Debugant évolue en Kicklee, Tygnon ou Kapoera en fonction de ses statistique d'attaque ou de défense. Debugant est souvent blessé car il se mesure aux plus grands et plus forts que lui.

### Kicklee
Kicklee est un Pokémon de type combat de la première génération. Il occupe le numéro 106 du Pokédex. C'est un Pokémon humanoïde avec un corps ovoïde ne possédant pas de tête bien définie, Il possède des jambes et des bras élastiques, ayant une forme de ressort. Debugant évolue en Kicklee si son attaque est supérieure à sa défense. Ces jambes peuvent s'allonger pour toucher tout adversaires à  toutes distances. 

### Tygnon
Tygnon est un Pokémon de type combat de la première génération. Il occupe le numéro 107 du Pokédex. C'est un Pokémon humanoïde équipé de gants de boxe. Debugant évolue en Tygnon si son attaque est inférieure à sa défense. Ses coups de poing sont si puissants qu'il peuvent détruire n'importes quelles matières mais l'inconvénient est qu'il doit impérativement se reposer après trois minutes de combat.

### Kapoera
Kapoera est un Pokémon de type combat de la deuxième génération. Il occupe le numéro 237 du Pokédex. Debugant évolue en Kapoera si sa défense est égale à son attaque. Il faut faire très attention quand il tourne comme une toupie car ce mouvement décuple sa puissance.

## Apparitions

### Jeux vidéo
Debugant, Kicklee, Tygnon et Kapoera apparaissent dans la série de jeux vidéo Pokémon. Kicklee et Tygnon apparaissent dans Pokémon Rouge et Vert (au Japon), et dans Pokémon Rouge et Bleu (en Europe et au États-Unis), tandis que Debugant et Kapoera apparaissent dans Pokémon Or et Argent. D'abord en japonais, puis traduits en plusieurs autres langues, ces jeux ont été vendus à près de 200 millions d'exemplaires à travers le monde.

### Série télévisée et films
La série télévisée Pokémon ainsi que les films sont des aventures séparées de la plupart des autres versions de Pokémon et mettent en scène Sacha en tant que personnage principal. Sacha et ses compagnons voyagent à travers le monde Pokémon en combattant d'autres dresseurs Pokémon.